# Tierra de nadie (album)
Albums de Barón Rojo
Siempre estáis allí
(1986) No va más
(1988)
Tierra de nadie est le cinquième album studio du groupe de heavy metal espagnol Barón Rojo sorti en 1987.
Deux singles sont parus : Pico de oro/El pedal et Tierra de nadie/El precio del futuro.

## Liste des titres
1. Pico de oro (José Luis Campuzano, Hermes Calabria, Carolina Cortés)
2. El pedal (Armando de Castro, Carlos de Castro)
3. La voz de su amo (Carlos de Castro, Armando de Castro)
4. Tierra de nadie (José Luis Campuzano, Carolina Cortés)
5. Señor Inspector (José Luis Campuzano, Hermes Calabria, Carolina Cortés)
6. Sombras en la noche (Carlos de Castro, Armando de Castro)
7. Pobre Madrid (José Luis Campuzano, Carolina Cortés)
8. El precio del futuro (Armando de Castro, Carlos de Castro)

## Musiciens du groupe
- Armando De Castro : guitares, chœurs.
- Carlos De Castro : guitares, chœurs, chant sur El pedal, La voz de su amo, Sombras en la noche, El precio del futuro.
- Jose-Luis "Sherpa" Campuzano : basse, chœurs, chant sur Pico de oro, Tierra de nadie, Señor inspector, Pobre Madrid.
- Hermes Calabria : batterie.
- Miguel Ángel Collado : claviers sur Tierra de nadie.
- Joaquín Torres : guitare sur El pedal.